# Pasiran (Gebang)
Pasiran is een bestuurslaag in het regentschap Langkat van de provincie Noord-Sumatra, Indonesië. Pasiran telt 1784 inwoners (volkstelling 2010).